# Canton de Buzançais
Le canton de Buzançais est une circonscription électorale française située dans le département de l'Indre, en région Centre-Val de Loire.
À la suite du redécoupage cantonal de 2014, les limites territoriales du canton sont remaniées. Le nombre de communes du canton passe de 11 à 20.

## Histoire
Le canton fut créé le 15 février 1790. En 1801,, une modification est intervenue.
Le décret du 18 février 2014, divise par deux le nombre de cantons dans l'Indre. La mise en application a été effective aux élections départementales de mars 2015.
Le canton de Buzançais est conservé et s'agrandit grâce à la fusion avec le canton de Châtillon-sur-Indre. Il passe de 11 à 20 communes. Le bureau centralisateur est situé à Buzançais.
Lors de ce même décret, la commune de Saint-Maur dépendait avant du canton de Châteauroux-Ouest, elle est a présente rattaché à celui de Buzançais. À l'inverse les communes de Méobecq, Neuillay-les-Bois et Vendœuvres n'appartiennent plus a ce canton, mais à celui de Saint-Gaultier.

## Géographie
Ce canton est organisé autour de la commune de Buzançais. Il est entièrement inclus dans l'arrondissement de Châteauroux, et se situe du centre à l'ouest du département.
Son altitude varie de 79 m (Saint-Cyran-du-Jambot) à 196 m (Palluau-sur-Indre).
Le canton dépend de la première circonscription législative de l'Indre.

## Représentation

### Conseillers généraux de 1833 à 2015
| Période                                  | Période   | Identité                                                       | Étiquette                | Qualité |
| ---------------------------------------- | --------- | -------------------------------------------------------------- | ------------------------ | --- |
| 1833                                     | 1848      | M. Vesdy aîné                                                  | ?                        | Propriétaire à Buzançais                                                                                       |
| 1848                                     | 1852      | Louis Charles Alphonse Comte Savary de Lancosme-Brèves         | ?                        | Ancien officier Propriétaire à Vendœuvres                                                                      |
| 1852                                     | 1861      | Pierre Cloquemin                                               | ?                        | Maire de Buzançais                                                                                             |
| 1861                                     | 1867      | Louis Stanislas Comte de Savary de Lancosme Brèves (1809-1873) | ?                        | Propriétaire du haras de Clion                                                                                 |
| 1867                                     | 1871      | Antoine Achille Masson Bachasson de Montalivet (1815-1882)     | ?                        | Propriétaire à Villedieu-sur-Indre                                                                             |
| 19 novembre 1871                         | 1895      | Pierre Louis Lejeune                                           | Union des Droites        | Député de l'Indre (1885-1889) Maire de Buzançais Propriétaire à Saint-Lactencin                                |
| 1895                                     | 1919      | Henri-Louis Baron de Laage de Saint-Cyr (1850-1929)            | Droite                   | Propriétaire à Vendœuvres                                                                                      |
| 1919                                     | 1931      | Paul-Émile Grué                                                | Radical                  | Maire de Buzançais (?-1925) Agriculteur                                                                        |
| 1931                                     | 1937      | Raoul Janvoie                                                  | Union nationale Soc.ind. | Ancien instituteur à Buzançais                                                                                 |
| 1937                                     | 1940      | Edmond Grenouilloux (1897-1990)                                | Radical                  | Agriculteur à Chezelles puis à Villegongis                                                                     |
|                                          |           |                                                                |                          | |
| 1945                                     | 1951      | Edmond Grenouilloux                                            | Radical                  | Président de l'Union Départementale de la CGA                                                                  |
| 1951                                     | 1954      | Jules Descoutures (1891-1954)                                  | Radical                  | Maire de Villedieu-sur-Indre                                                                                   |
| 1955                                     | mars 1982 | Jean Bénard-Mousseaux                                          | CNI                      | Sénateur de l'Indre (1971-1989) Député de l'Indre (1958-1968) Maire de Buzançais (1945-1995) Agriculteur       |
| mars 1982                                | mars 2001 | Jean-Paul Thibault (1952-2010)                                 | PS                       | Président de la communauté de communes Val de l'Indre - Brenne Maire de Villedieu-sur-Indre (1983-2010) Avocat |
| mars 2001                                | mars 2015 | Régis Blanchet,                                                | UDF puis NC-UDI          | Maire de Buzançais depuis 1995 Ancien conseiller régional du Centre Économiste                                 |
| Les données manquantes sont à compléter. |           |                                                                |                          | |

### Conseillers d'arrondissement (de 1833 à 1940)
| Période                                  | Période | Identité                | Étiquette | Qualité |
| ---------------------------------------- | ------- | ----------------------- | --------- | --- |
| 1833                                     | 1848    | Pierre Charles Guesnyer |           | Propriétaire, maire de Buzançais                                                                            |
|                                          |         |                         |           | |
| 1934                                     | 1940    | M. Baronnet             | Radical   | |
| 1940                                     |         |                         |           | Les conseils d'arrondissement ont été suspendus par la loi du 12 octobre 1940 et n'ont jamais été réactivés |
| Les données manquantes sont à compléter. |         |                         |           | |

### Conseillers départementaux à partir de 2015
| Période élective | Période élective | Mandat | Mandat   | Identité              | Nuance | Nuance | Qualité                                                                                        |
| ---------------- | ---------------- | ------ | -------- | --------------------- | ------ | ------ | ---------------------------------------------------------------------------------------------- |
| 2015             | 2021             | 2015   | 2021     | Régis Blanchet        |        | MR     | Maire de Buzançais depuis 1995 Économiste                                                      |
| 2015             | 2021             | 2015   | 2021     | Frédérique Mériaudeau |        | DVD    | Cadre dans l'industrie à Châtillon-sur-Indre                                                   |
| 2021             | 2028             | 2021   | en cours | Régis Blanchet        |        | MR     | Conseiller sortant                                                                             |
| 2021             | 2028             | 2021   | en cours | Frédérique Mériaudeau |        | DVD    | Conseillère sortante, 1ère Vice-présidente éléguée au Budget, à la Santé et au Dialogue social |

Régis Blanchet est membre du MR.

### Résultats électoraux

#### Cantonales de 2001
Élections cantonales de 2001 : Regis Blanchet (UDF) est élu au 2e tour avec 50,78 % des suffrages exprimés, devant Jean-Paul Thibault (PRG) (49,22 %). Le taux de participation est de 66,82 % (6 051 votants sur 9 055 inscrits).

#### Cantonales de 2008
Élections cantonales de 2008 : Régis Blanchet (MPF) est élu au 2e tour avec 58,25 % des suffrages exprimés, devant Jean-Paul Thibault (PRG) (41,75 %). Le taux de participation est de 66,96 % (6 158 votants sur 9 197 inscrits).

#### Départementales de 2015
Lors des élections départementales de 2015, le binôme composé de Régis Blanchet et Frédérique Meriaudeau (Union de la Droite) est élu au premier tour avec 53,53 % des suffrages exprimés, devant le binôme composé de Raymond Alberola et Patricia Chalamet (FN) (29,08 %). Le taux de participation est de 53,92 % (8 446 votants sur 15 665 inscrits) contre 53,14 % au niveau départemental et 50,17 % au niveau national.

#### Élections de juin 2021
Le premier tour des élections départementales de 2021 est marqué par un très faible taux de participation (33,26 % au niveau national). Dans le canton de Buzançais, ce taux de participation est de 36,2 % (5 490 votants sur 15 166 inscrits) contre 35,86 % au niveau départemental. À l'issue de ce premier tour, deux binômes sont en ballottage : Régis Blanchet et Frédérique Meriaudeau (DVC, 71,45 %) et Jean-Marc Wunsch et Huguette Zindstein (RN, 19,52 %).
Le second tour des élections est marqué une nouvelle fois par une abstention massive équivalente au premier tour. Les taux de participation sont de 34,36 % au niveau national, 35,86 % dans le département et 36,62 % dans le canton de Buzançais. Régis Blanchet et Frédérique Meriaudeau (DVC) sont élus avec 79,74 % des suffrages exprimés (4 160 voix pour 5 556 votants et 15 170 inscrits),,.

## Composition

### Composition avant 2015

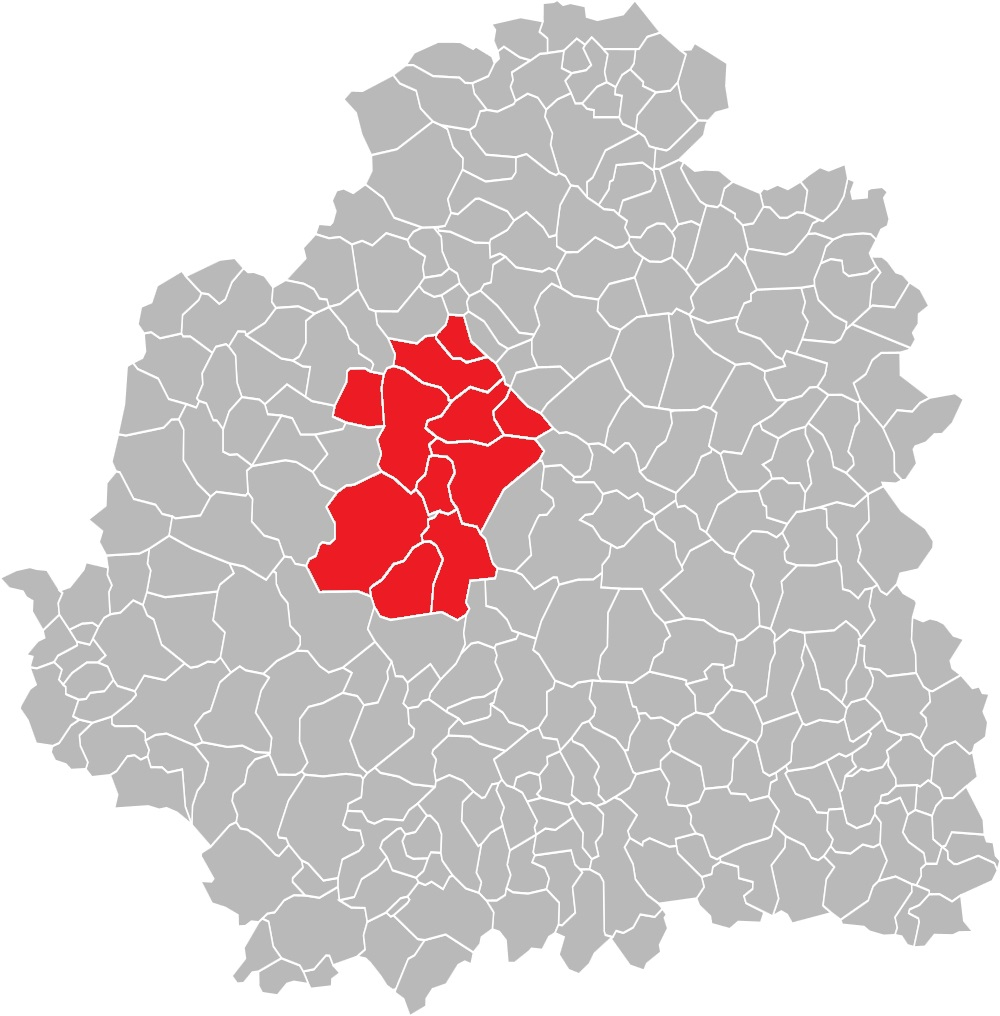
Situation du canton de Buzançais, dans le département de l'Indre, de 1790 à mars 2015.

Le canton de Buzançais, d'une superficie de 438,69 km2, était composé de onze communes.
| Nom                   | Code Insee | Codepostal | Superficie (km2) | Population (dernière pop. légale) | Densité (hab./km2) |
| --------------------- | ---------- | ---------- | ---------------- | --------------------------------- | ------------------ |
| Buzançais (chef-lieu) | 36031      | 36500      | 58,64            | 4 481 (2012)                      | 76                 |
| Argy                  | 36007      | 36500      | 38,89            | 625 (2012)                        | 16                 |
| La Chapelle-Orthemale | 36040      | 36500      | 16,80            | 126 (2012)                        | 7,5                |
| Chezelles             | 36050      | 36500      | 17,32            | 450 (2012)                        | 26                 |
| Méobecq               | 36118      | 36500      | 35,56            | 360 (2012)                        | 10                 |
| Neuillay-les-Bois     | 36139      | 36500      | 47,63            | 680 (2012)                        | 14                 |
| Saint-Genou           | 36194      | 36500      | 24,41            | 1 007 (2012)                      | 41                 |
| Saint-Lactencin       | 36198      | 36500      | 32,20            | 412 (2012)                        | 13                 |
| Sougé                 | 36218      | 36500      | 13,02            | 150 (2012)                        | 12                 |
| Vendœuvres            | 36232      | 36500      | 96,45            | 1 143 (2012)                      | 12                 |
| Villedieu-sur-Indre   | 36241      | 36320      | 57,77            | 2 755 (2012)                      | 48                 |

### Composition après 2015
Le canton de Buzançais, d'une superficie de 648,66 km2, était composé de vingt communes entières à sa création.
À la suite de la création au 1er janvier 2016 de la commune nouvelle de Saint-Maur regroupant Villers-les-Ormes et Saint-Maur, le canton regroupe désormais dix-neuf communes entières et une fraction.
| Nom                               | Code Insee | Intercommunalité             | Superficie (km2) | Population (dernière pop. légale)              | Densité (hab./km2) | Modifier                                    |
| --------------------------------- | ---------- | ---------------------------- | ---------------- | ---------------------------------------------- | ------------------ | ------------------------------------------- |
| Buzançais (bureau centralisateur) | 36031      | CC Val de l'Indre - Brenne   | 58,64            | 4 431 (2022)                                   | 76                 | modifier les données · modifier les données |
| Argy                              | 36007      | CC Val de l'Indre - Brenne   | 38,89            | 574 (2022)                                     | 15                 | modifier les données · modifier les données |
| Arpheuilles                       | 36008      | CC du Châtillonnais en Berry | 22,49            | 238 (2022)                                     | 11                 | modifier les données · modifier les données |
| La Chapelle-Orthemale             | 36040      | CC Val de l'Indre - Brenne   | 16,80            | 100 (2022)                                     | 6,0                | modifier les données · modifier les données |
| Châtillon-sur-Indre               | 36045      | CC du Châtillonnais en Berry | 45,30            | 2 296 (2022)                                   | 51                 | modifier les données · modifier les données |
| Chezelles                         | 36050      | CC Val de l'Indre - Brenne   | 17,32            | 451 (2022)                                     | 26                 | modifier les données · modifier les données |
| Cléré-du-Bois                     | 36054      | CC du Châtillonnais en Berry | 36,13            | 234 (2022)                                     | 6,5                | modifier les données · modifier les données |
| Clion                             | 36055      | CC du Châtillonnais en Berry | 33,53            | 1 007 (2022)                                   | 30                 | modifier les données · modifier les données |
| Fléré-la-Rivière                  | 36074      | CC du Châtillonnais en Berry | 25,31            | 549 (2022)                                     | 22                 | modifier les données · modifier les données |
| Murs                              | 36136      | CC du Châtillonnais en Berry | 23,05            | 122 (2022)                                     | 5,3                | modifier les données · modifier les données |
| Niherne                           | 36142      | CC Val de l'Indre - Brenne   | 42,87            | 1 457 (2022)                                   | 34                 | modifier les données · modifier les données |
| Palluau-sur-Indre                 | 36149      | CC du Châtillonnais en Berry | 41,55            | 789 (2022)                                     | 19                 | modifier les données · modifier les données |
| Saint-Cyran-du-Jambot             | 36188      | CC du Châtillonnais en Berry | 14,21            | 171 (2022)                                     | 12                 | modifier les données · modifier les données |
| Saint-Genou                       | 36194      | CC Val de l'Indre - Brenne   | 24,41            | 939 (2022)                                     | 38                 | modifier les données · modifier les données |
| Saint-Lactencin                   | 36198      | CC Val de l'Indre - Brenne   | 32,20            | 410 (2022)                                     | 13                 | modifier les données · modifier les données |
| Saint-Maur                        | 36202      | CA Châteauroux Métropole     | 87,91            | Fraction : 3 145 (2022) Commune : 3 589 (2022) | 41                 | modifier les données · modifier les données |
| Saint-Médard                      | 36203      | CC du Châtillonnais en Berry | 12,60            | 61 (2022)                                      | 4,8                | modifier les données · modifier les données |
| Sougé                             | 36218      | CC Val de l'Indre - Brenne   | 13,02            | 146 (2022)                                     | 11                 | modifier les données · modifier les données |
| Le Tranger                        | 36225      | CC du Châtillonnais en Berry | 22,26            | 171 (2022)                                     | 7,7                | modifier les données · modifier les données |
| Villedieu-sur-Indre               | 36241      | CC Val de l'Indre - Brenne   | 57,77            | 2 615 (2022)                                   | 45                 | modifier les données · modifier les données |
| Canton de Buzançais               | 3604       |                              |                  | 19 906 (2022)                                  |                    | modifier les données                        |

## Démographie

### Démographie avant 2015
| 1962   | 1968   | 1975   | 1982   | 1990   | 1999   | 2006   | 2011   | 2012   |
| ------ | ------ | ------ | ------ | ------ | ------ | ------ | ------ | ------ |
| 13 643 | 13 125 | 12 761 | 12 078 | 11 778 | 11 532 | 11 956 | 12 188 | 12 189 |

### Démographie depuis 2015
En 2022, le canton comptait 19 906 habitants, en évolution de −4,27 % par rapport à 2016 (Indre : −3 %, France hors Mayotte : +2,11 %).
| 2013   | 2018   | 2022   |
| ------ | ------ | ------ |
| 20 845 | 20 527 | 19 906 |